# Une biche et quarante chevaux
Pour plus de détails, voir Fiche technique et Distribution.
Une biche et quarante chevaux (The Girl in the Limousine) est un film muet américain réalisé par Larry Semon et Noel M. Smith, sorti en 1924.

## Fiche technique
- Titre : The Girl in the Limousine
- Réalisation : Larry Semon et Noel M. Smith[1]
- Scénario : C. Graham Baker d'après la pièce de théâtre éponyme de Wilson Collison et Avery Hopwood
- Photographie : Hans F. Koenekamp
- Producteur : Larry Semon
- Société de production : Chadwick Pictures Corporation
- Société de distribution : First National Pictures
- Pays de production :  États-Unis
- Langue : titres en anglais
- Format : Noir et blanc - 35 mm - 1,37:1  -  Muet
- Genre : Comédie
- Longueur : six bobines
- Durée : 45 minutes
- Dates de sortie :
  - États-Unis : 16 juillet 1924

## Distribution
Source principale de la distribution :
- Larry Semon : Tony
- Claire Adams : la jeune fille
- Charles Murray : le valet
- Lucille Ward : Tante Cicily
- Larry Steers : Dr Jimmy
- Oliver Hardy : Freddie
- Florence Gilbert : Bernice

## Autour du film
Ce film est présumé perdu.